# Cesare Valinasso
Cesare Valinasso (né le 27 novembre 1909 à Turin dans le Piémont et mort le 4 avril 1996 dans la même ville) est un joueur de football italien qui évoluait au poste de gardien de but.

## Biographie
Formé à la Reggina Calcio, il y fait ses premiers pas en équipe première en 1928. Il ne joue qu'une seule saison avec l'équipe première, avec 6 matchs à son actif.
En 1933, il rejoint le meilleur club d'Italie, alors en pleine période de Quinquennio d'oro, à savoir l'équipe de sa ville natale, la Juventus (avec qui il joue son premier match lors d'un derby della Mole le 18 février 1934 avec à la clé une victoire sur le Torino 2-1 à l'extérieur). Il officie tout d'abord comme doublure du gardien de but Gianpiero Combi. Il devient titulaire la saison suivante, et joue un total de 73 matchs en faveur du club piémontais.
En 1936, Colla (son surnom) part pour la capitale, et se voit transféré à l'AS Rome pour deux saisons, équipe avec laquelle il joue 13 matchs.
Il termine ensuite sa carrière en jouant pour une année avec le club de Venise. Il y dispute 23 matchs.

## Palmarès
Juventus
- Championnat d'Italie (2) :
  - Champion : 1933-34 et 1934-35.